# Lord Advocate
Le Lord Advocate (lord-avocat en français, et Morair Tagraidh en gaélique écossais), aussi appelé avocat de Sa Majesté (H.M. Advocate), est le chef des officiers de justice de la Couronne en Écosse, responsable des affaires civiles et pénales qui incombent aux pouvoirs dévolus au Parlement écossais.
Après les récentes réformes constitutionnelles, le Lord Advocate, ancien conseiller en chef, est devenu un membre du gouvernement écossais, alors que le gouvernement britannique est conseillé en matière de droit écossais par le nouveau poste d'avocat général pour l'Écosse (Advocate-General for Scotland).
Le Lord Advocate est le chef des procureurs écossais, et toutes les poursuites judiciaires sont ainsi faites en son nom. Il est aussi compté parmi l'un des grands officiers d'État d'Écosse, et est assistée par le solliciteur général pour l'Écosse (Solicitor-General for Scotland).

## Historique
Le poste d'avocat du monarque existe depuis longtemps. Le premier Lord Advocate reconnu était Sir John Ross de Montgrenan, en 1483 sous le règne de Jacques III d'Écosse.
De 1707 à 1998, le Lord Advocate était le conseiller en chef du gouvernement du Royaume-Uni et de la Couronne en Écosse pour les matières légales, à la fois civiles et pénales, jusqu'à l'établissement du Scotland Act 1998, qui attribua la plupart des affaires intérieures à la charge du parlement écossais. Le gouvernement britannique est aujourd'hui conseillé en matière de droit écossais par l'Avocat général pour l'Écosse (Advocate-General for Scotland).

## Fonctions
Le Lord Advocate, assisté par le solliciteur général pour l'Écosse, est à la tête du bureau de la Couronne et service du Procureur (Crown Office and Procurator Fiscal Service), qui gère l'ensemble des poursuites judiciaires en Écosse.

## Rôle parlementaire
Jusqu'à la dévolution en 1999, tous les Lords Advocate étaient, par convention, membres du gouvernement britannique, bien qu'ils ne fassent pas normalement partie du cabinet.
Depuis 1999, ils deviennent membres à la fois de la Chambre des lords et des Communes pour leur permettre de parler pour le gouvernement. De plus, le Scotland Act 1998 permet au Lord Advocate et au solliciteur général pour l'Écosse d'assister et de prendre la parole au Parlement écossais ex officio, même s'ils ne sont pas membres du Parlement écossais.

## Liste desLords Advocate

### XIXesiècle
- James Moncreiff (1851 à 1852, de 1852 à 1858, de 1859 à 1866 et de 1868 à 1869)

### XXesiècle
- Wilfrid Guild Normand (1933-1935)
- Ronald King Murray (1974-1979)
- James Mackay (1979-1984)
- Kenneth Cameron (1984-1989)
- Peter Fraser (1989-1992)
- Alan Rodger (1992-1995)
- Donald Mackay (1997-1997)
- Andrew Hardie (1997-2000)

### XXIesiècle
- Colin Boyd (2000 – 2006)
- Elish Angiolini (2006 - 2011)
- Frank Mulholland (2011 - 2016)
- James Wolffe (1er juin 2016 - 31 août 2021)
- Dorothy Bain (31 août 2021 - en cours)